# Парламентарни избори у Србији 2020.
Избори за народне посланике Републике Србије 2020. године били су расписани за 26. април, исти дан када и локални и покрајински избори. Ипак, услед избијања пандемије вируса корона и проглашења ванредног стања, термин њиховог одржавања померен је за 21. јун.
Период пре расписивања избора обележили су грађански протести. Протести су довели до промена на опозиционом делу спектра и најава бојкота институција и избора по дотадашњим условима. Преговорима власти и опозиције у посредству посланика Европског парламента значајно је измењено изборно законодавство. Бројни парламентарни и ванпарламентарни политички субјекти су бојкотовали изборе, укључујући и најјачу опозициони коалицију Савез за Србију. Ово је резултирало најмањом излазношћу на парламентарним изборима у Србији од увођења вишепартијског система 1990. године. Коалиција предвођена Српском напредном странком је освојила једну од највећих парламентарних већина у Европи.
Домаћи и међународни посматрачи избора су забележили да да су избори спроведени ефективно и да су испунили минималне демократске стандарде, али уз нерегуларности које су утицале на резултате и излазност. ОЕБС је навео да бројне препоруке везане за изборне услове и администрацију нису усвојене, истовремено критикујући и неравноправну медијску заступљеност.

## Позадина

### Расписивање и изборни прописи
Председник Србије, Александар Вучић је 4. марта 2020. године расписао изборе, а од тада почињу да теку законом предвиђени рокови у вези са изборним радњама.
Према актуелном законодавству, све листе морају да прикупе најмање 10 000 бирачких потписа, да би њихова кандидатура била прихваћена од стране Републичке изборне комисије (РИК).
Посланички мандати ће бити распоређивани Д’Онтовим системом највећих количника. С обзиром на турбулентне политичке догађаје, те најаве бојкота већег дела опозиције, представници власти су изменили вишедеценијско изборно законодавство, па је тако нешто више од два месеца пре законског рока за одржавање избора, цензус спуштен са 5 на 3% (такође се примењује и на локалним изборима). Додатно, захваљујући амандману опозиционе посланице Гордане Чомић, предвиђена је квота, према којој ће свака листа морати да кандидује најмање 40% жена.
Након покушаја међустраначког дијалога на Факултета политичких наука Универзитета у Београду у посредовању невладиног сектора, организовани су преговори са циљем побољшања изборних услова којим је посредовала делегације Европског парламента. Након три рунде дијалога, посланици Европског парламента су констатовали да у том тренутку није било услова за фер и поштене изборе, али да је потребно време да се имплементирају договорене мере:
- Ограничавање употребе јавних ресурса у политичке сврхе
- Забрана злоупотребе положаја директора јавних предузећа
- Увођење обавезног рока од пет дана за реаговање Агенције за борбу против корупције у случају пријава злоупотреба током кампање
- Избор три недостајућа и два нова члана Савета РЕМ-а
- Доношење нових прописа за јавне медијске сервисе
- Обавеза Народне скупштине да оснује надзорни одбор за праћење изборне кампање
- Верификација јединственог бирачког списка, регулација изборне администрације
- Увођење интернет странице са информацијама о бирачком списку, уз могућност да бирач може да тражи информацију да ли је гласао или не

### Ванредно стање
15. марта 2020. је уведено ванредно стање услед избијања пандемије вируса корона, тако да је одржавање избора било упитно. Према Уставу Републике Србије, Народна скупштина није могла бити распуштена. По укидању ванредног стања 6. маја, избори су заказани за 21. јун.

## Изборне листе
| #                                             | Назив | Назив | Проглашење листе | Први на листи       | Главна идеологија          | Политичка позиција        |
| --------------------------------------------- | ----- | --- | ---------------- | ------------------- | -------------------------- | ------------------------- |
| 1                                             |       | - Александар Вучић — За нашу децу - СНС, СДПС, ПС, ПУПС, ПСС–БК, СНП, СПО, НСС, УСС                                   | 5. март 2020.    | Бранислав Недимовић | Популизам                  | Велики шатор              |
| 2                                             |       | - Ивица Дачић - Социјалистичка партија Србије — Јединствена Србија - Драган Марковић Палма - СПС, ЈС, КП, ЗС          | 6. март 2020.    | Ивица Дачић         | Популизам                  | Велики шатор              |
| 3                                             |       | - Др Војислав Шешељ - Српска радикална странка - СРС                                                                  | 9. март 2020.    | Војислав Шешељ      | Ултранационализам          | Крајња десница            |
| 4                                             |       | - Савез војвођанских Мађара - Иштван Пастор - СВМ                                                                     | 9. март 2020.    | Балинт Пастор       | Мађарска мањинска права    | Десни центар              |
| 5                                             |       | - Александар Шапић – Победа за Србију - СПАС                                                                          | 12. март 2020.   | Александар Шапић    | Национални конзервативизам | Десница                   |
| 6                                             |       | - ЗА КРАЉЕВИНУ СРБИЈУ - Жика Гојковић - ПОКС, МФ, СПМ, СББ, ПЗРБ                                                      | 14. март 2020.   | Љубинко Ђурковић    | Монархизам                 | Десница                   |
| 7                                             |       | - УЈЕДИЊЕНА ДЕМОКРАТСКА СРБИЈА - С21, СМС, ГДФ, ЛСВ, ВП, ЦП, ДСХВ, ЗЗВ, ДБ                                            | 14. март 2020.   | Марко Ђуришић       | Социјалдемократија         | Леви центар               |
| 8                                             |       | - Академик Муамер Зукорлић - Само право - Странка правде и помирења (ССП) - Демократска Партија Македонаца - СПП, ДПМ | 15. март 2020.   | Муамер Зукорлић     | Мањинска права             | Мањинска права            |
| ВАНРЕДНО СТАЊЕ (због пандемије корона вируса) |       | |                  |                     |                            |                           |
| 9                                             |       | - МЕТЛА 2020 - ДСС, ВСС, УСК, ГЗЕПС, ЖЗ, ТП, ТЗЖ                                                                      | 13. мај 2020.    | Милош Јовановић     | Национални конзервативизам | Десница                   |
| 10                                            |       | - Милан Стаматовић – Здраво да победи – Драган Јовановић – Боља Србија – Здрава Србија - ЗС, БС, ЗЗШ                  | 21. мај 2020.    | Милан Стаматовић    | Национални конзервативизам | Десница                   |
| 11                                            |       | - СДА Санџака – др Сулејман Угљанин - СДАС                                                                            | 25. мај 2020.    | Енис Имамовић       | Бошњачка мањинска права    | Десница                   |
| 12                                            |       | - Милица Ђурђевић Стаменковски - Српска странка Заветници - Заветници                                                 | 26. мај 2020.    | Зоран Зечевић       | Ултранационализам          | Крајња десница            |
| 13                                            |       | - НАРОДНИ БЛОК – Велимир Илић – генерал Момир Стојановић - НС, НСП                                                    | 2. јун 2020.     | Велимир Илић        | Десничарски популизам      | Десница                   |
| 14                                            |       | - Сергеј Трифуновић - Покрет слободних грађана - ПСГ                                                                  | 5. јун 2020.     | Сергеј Трифуновић   | Либерализам                | Центар                    |
| 15                                            |       | - СУВЕРЕНИСТИ - ДЈБ                                                                                                   | 5. јун 2020.     | Саша Радуловић      | Десничарски популизам      | Десница                   |
| 16                                            |       | - Албанска Демократска алтернатива - Уједињена долина - ПДД, АЗП, ДП, ПЗР, ПДП                                        | 5. јун 2020.     | Шаип Камбери        | Албанска мањинска права    | Десни центар              |
| 17                                            |       | - Група грађана: 1 од 5 милиона - 1 од 5 милиона                                                                      | 6. јун 2020.     | Валентина Рековић   | Либерализам                | Леви центар               |
| 18                                            |       | - НЕК МАСКЕ ПАДНУ - Зелена странка - Нова странка - ЗС, НС                                                            | 7. јун 2020.     | Зоран Живковић      | Социјални либерализам      | Од центра до левог центра |
| 19                                            |       | - Руска странка - Слободан Николић - РС                                                                               | 9. јун 2020.     | Слободан Николић    | Национални конзервативизам | Десница                   |
| 20                                            |       | - Чедомир Јовановић - Коалиција за мир - ЛДП, ВНС, ТС, БГС, ЛДПВ, УЈС, АМАРО, СЦ, РХ                                  | 9. јун 2020.     | Чедомир Јовановић   | Либерализам                | Центар                    |
| 21                                            |       | - Покрет Левијатан – Живим за Србију - Левијатан, ЖЗС                                                                 | 9. јун 2020.     | Јована Стојковић    | Неофашизам                 | Крајња десница            |

M — National minority list

## Бојкот избора

### Позадина и најаве
На председничким изборима 2017. године је Александар Вучић, кандидат владајуће коалиције и тадашњи председник владе је остварио победу у првом кругу са освојених 55,08% гласова. Прелиминарни резултати избора су већ сутрадан, 3. априла, иницирали вишенедељне протесте. Према извештају бројних домаћих и међународних организација, идентификоване су бројни недостаци током изборног процеса, а извештаји наводе неизбалансирано извештавање медија, притиске на бираче и запослене у државним институцијама и злоупотребу јавних ресурса за спровођење кампање. Организације које су пратиле изборни процес, као и Европска комисија су нагласили да је постојала изразита диспропорција у погледу заступљености председничких кандидата у медијима. 
Они су указали на генералне проблеме у погледу политичких и медијских слобода у Србији током власти Александра Вучића. Домаће посматрачке мисије су констатовале сличне неправилности и на низу локалних избора, организованих током 2017. и 2018. године.
У новембру 2018. године су пре трибине у Крушевцу физички нападнути припадници странака из Савеза за Србију, а у инциденту је повређен Борко Стефановић. Овај догађај је био директан повод за вишемесечне протесте широм Србије, као и у градовима насељеним српском дијаспором, због оптужби за пораст политичког насиља од стране власти. Већину учесника нису чиниле присталице ниједне политичке странке, а најчешћи мотиви за излазак на протесте чине изостанак медијских слобода и корумпираност власти. Путем прогласа и позива на организовано учешће, подршку протестима су пружали академски радници, радници у култури, синдикати и студенти. Паралелно са одржавањем протеста, Александар Вучић и представници владајуће коалиције су организовали серију митинга у склопу кампање „Будућност Србије”.
Почетком фебруара 2019. године, већина парламентарних и ванпарламентарних странака опозиције је као одговор на протесте потписала тзв. Споразум са народом, којим се обавезала да напусти све институције (примарно Народну скупштину Републике Србије), те да бојкотује све изборе под дотадашњим условима. Након најмасовнијег протеста одржаног 13. априла у Београду је представљен експертски тим састављен од нестраначких личности, који је два месеца касније објавио уобличене захтеве грађанских протеста у виду 42 препоруке и шест закључака везаних за изборне и медијске услове. Организатори протеста су 3. септембра саопштили да због неиспуњавања ниједне препоруке позивају грађане и странке у Србији да бојкотују парламентарне изборе.

### Организације и појединци, који су званично прогласили бојкот
| Странке, покрети или појединци | Датум проглашења бојкота                |
| ------------------------------ | --------------------------------------- |
| Социјалдемократска странка     | 14. септембар 2019. и 27. мај 2020.     |
| Савез за Србију                | 16. септембар 2019.                     |
| Заједно за Србију              | 16. септембар 2019. и 23. фебруар 2020. |
| Социјалдемократска унија       | 9. фебруар 2020                         |
| Лука Максимовић                | 17. јануар 2020                         |
| Грађански фронт Србије         | 25. септембар 2019                      |
| Државотворни покрет Србије     | Септембар 2019.                         |
| УГ Без страха                  | 12. септембар 2019.                     |
| Грађанска платформа            | 8. октобар 2019.                        |
| Покрет Слободна Србија         | 1. фебруар 2020                         |
| Комунисти Србије               | 10. фебруар 2020                        |
| Ђорђе Вукадиновић              | 7. јун 2020                             |
| Мост солидарности              | 15. јун 2020                            |

1. ↑  Није лично учествовао на изборима, јер га није било на изборној листи. Први на изборној листи је био Бранислав Недимовић

## Истраживања јавног мњења
Анкете спроведене након службеног почетка кампање
| Агенције                                       | Датум   | Узорак | коалиција око СНС | СПС - ЈС | СРС   | ДСС  | СПАС | УДС | #1од5милиона | Заветници | ПОКС | Остали | Излазност |     |     |     |   |         |
| ---------------------------------------------- | ------- | ------ | ----------------- | -------- | ----- | ---- | ---- | --- | ------------ | --------- | ---- | ------ | --------- | --- | --- | --- | - | ------- |
| Агенције                                       | Датум   | Узорак | Ipsos             | 18 Јун   | 3.600 | 58.6 | 9.8  | 2.4 | 1.8          | 4.4       | 1.6  | Остали | Излазност | 2.2 | 1.6 | 2.4 | 9 | 48-52.6 |
| Избори су одгођени због пандемије коронавируса |         |        |                   |          |       |      |      |     |              |           |      |        |           |     |     |     |   |         |
| Faktor plus                                    | 09 Март | -      | 59.8              | 15.1     | 3.5   | 3    | 4.8  | 3   | 2.8          | 2.3       | 2.1  | 3.6    | 44.7      |     |     |     |   |         |

Анкете спроведене пре службеног почетка кампање
| Агенције                                                          | Датум           | Узорак | СНС                          | СПС   | СРС  | ДЈБ  | ДС           | ДВЕРИ         | ДСС               | ПСГ  | НАРОДНА      | СЗС  | СПАС            | Остали | Излазност |
| ----------------------------------------------------------------- | --------------- | ------ | ---------------------------- | ----- | ---- | ---- | ------------ | ------------- | ----------------- | ---- | ------------ | ---- | --------------- | ------ | --------- |
| Агенције                                                          | Датум           | Узорак | ДЈБ прогласили бојкот избора |       |      |      |              |               |                   |      |              |      |                 | Остали | Излазност |
| Faktor plus                                                       | 04 Феб          | -      | 53.6                         | 9.5   | 3.3  | -    | (унутар СЗС) | (унутар СЗС)  | 2.4               | 6    | (унутар СЗС) | 10.3 | 4.3             | 10.6   | 43.3      |
| ПСГ прогласили бојкот избора                                      |                 |        |                              |       |      |      |              |               |                   |      |              |      |                 |        |           |
| Faktor plus                                                       | 04 Јан          | 1,200  | 53.1                         | 9.9   | 3.2  | -    | (унутар СЗС) | (унутар СЗС)  | 2.4               | 6.6  | (унутар СЗС) | 10   | 4.3             | 10.5   | 43.1      |
| NDI                                                               | 04 Јан          | -      | 34                           | 7     | 3    | -    | (унутар СЗС) | (унутар СЗС)  | -                 | 3    | (унутар СЗС) | 6    | 2               | 45     | 27        |
| 2020                                                              |                 |        |                              |       |      |      |              |               |                   |      |              |      |                 |        |           |
| NSPM                                                              | 24 Дец          | 1,000  | 43.1                         | 11.3  | 2.5  | -    | (унутар СЗС) | (унутар СЗС)  | 1                 | 3.8  | (унутар СЗС) | 14   | 2.3             | 21.9   | 29.1      |
| Faktor plus                                                       | 9 Дец           | -      | 52.9                         | 9.8   | 3.2  | -    | (унутар СЗС) | (унутар СЗС)  | 2.4               | 6.5  | (унутар СЗС) | 10.1 | 4.1             | 11     | 42.8      |
| Ipsos                                                             | 4 Нов           | -      | 56                           | 12.5  | 5    | 3.5  | (унутар СЗС) | (унутар СЗС)  | 2.7               | 5    | (унутар СЗС) | 8.5  | 3.6             | 3.1    | 43.5      |
| NSPM                                                              | 15-22 Окт       | 1,000  | 43.8                         | 10.8  | 2    | 1.1  | (унутар СЗС) | (унутар СЗС)  | -                 | 4.3  | (унутар СЗС) | 14.2 | 2.4             | 19.4   | 29.6      |
| Faktor plus                                                       | 15 Окт          | -      | 52                           | 9.8   | 3.8  | -    | (унутар СЗС) | (унутар СЗС)  | 2.4               | 5.7  | (унутар СЗС) | 11.2 | 4               | 11.1   | 40.8      |
| СЗС прогласили бојкот избора                                      |                 |        |                              |       |      |      |              |               |                   |      |              |      |                 |        |           |
| Faktor plus Архивирано на веб-сајту (24. јун 2020)                | 11 Сеп          | -      | 52.4                         | 10    | 4    | -    | (унутар СЗС) | (унутар СЗС)  | 2.2               | 5.5  | (унутар СЗС) | 11.5 | 3.8             | 12.8   | 40.9      |
| Faktor plus                                                       | 29 Јул - 01 Авг | 1,000  | 52.3                         | 9.5   | 4.8  | 2.3  | (унутар СЗС) | (унутар СЗС)  | 2.9               | 5.3  | (унутар СЗС) | 11.2 | 3.5             | 10.5   | 41.1      |
| BIRODI                                                            | 09 Јул          | 1,006  | 50.7                         | 6.0   | -    | -    | (унутар СЗС) | (унутар СЗС)  | -                 | 3.9  | (унутар СЗС) | 15.2 | 4.1             | 20.1   | 35.5      |
| NSPM                                                              | 30 Јун - 07 Јул | 1,000  | 44.5                         | 8.2   | 2.8  | -    | (унутар СЗС) | (унутар СЗС)  | 0.7               | 3.7  | (унутар СЗС) | 11.3 | 2.7             | 26     | 33.2      |
| Faktor plus                                                       | 28 Јун - 04 Јул | 1,200  | 53                           | 9.9   | 5.3  | -    | (унутар СЗС) | (унутар СЗС)  | 3                 | 5.2  | (унутар СЗС) | 11.1 | 3.5             | 9      | 41.9      |
| Faktor plus                                                       | 30 Мај - 05 Јун | 1,200  | 51.3                         | 9.7   | 5.8  | -    | (унутар СЗС) | (унутар СЗС)  | (са СПАС-ом) 6.7  | 5.1  | (унутар СЗС) | 10.6 | (са ДСС-ом) 6.7 | 10.2   | 40.7      |
| Faktor plus                                                       | 30 Апр - 08 Мај | -      | 55                           | 9.8   | 3.2  | -    | (унутар СЗС) | (унутар СЗС)  | (са СПАС-ом) 6.6  | 5    | (унутар СЗС) | 10.5 | (са ДСС-ом) 6.6 | 9.9    | 44.5      |
| NSPM                                                              | 19 - 27 Апр     | 1,000  | 44.4                         | 9.1   | 2    | -    | (унутар СЗС) | (унутар СЗС)  | 1                 | 4    | (унутар СЗС) | 14.5 | 1.5             | 23.5   | 29.9      |
| Faktor plus                                                       | 07 - 11 Апр     | 1,000  | 54.8                         | 10.1  | 3.1  | -    | (унутар СЗС) | (унутар СЗС)  | 2.9               | 5.1  | (унутар СЗС) | 11.8 | 3.2             | 9      | 43        |
| Ipsos                                                             | 04 - 05 Апр     | 1,100  | 53.9                         | 12.2  | 4    | 3.0  | (унутар СЗС) | (унутар СЗС)  | 2.3               | 6.2  | (унутар СЗС) | 9.8  | 3.0             | 13.9   | 41.7      |
| NSPM Архивирано на веб-сајту (10. јун 2020)                       | 16 Март         | 1,000  | 43.4                         | 8.7   | 2.7  | -    | (унутар СЗС) | (унутар СЗС)  | 1.7               | 4.4  | (унутар СЗС) | 13.2 | 2.9             | 23.1   | 30.2      |
| Ipsos                                                             | 13 Март         | -      | 55                           | 12    | 4.5  | -    | (унутар СЗС) | (унутар СЗС)  | -                 | 8    | (унутар СЗС) | 10   | -               | 10.5   | 43        |
| Faktor plus                                                       | 8 Март          | 1,200  | 55.1                         | 10    | 3.8  | -    | (унутар СЗС) | (унутар СЗС)  | 2.8               | 5    | (унутар СЗС) | 12.2 | 3.1             | 8      | 42.9      |
| Faktor plus                                                       | 01 Феб          | -      | 55                           | 10    | 4.2  | 1.9  | (унутар СЗС) | (унутар СЗС)  | 2.3               | 2.5  | (унутар СЗС) | 13.6 | 2.9             | 7.6    | 41.4      |
| Ipsos                                                             | 20 Јан          | 1,000  | 55                           | 12    | 4    | 2    | (унутар СЗС) | (унутар СЗС)  | 1.5               | 3    | (унутар СЗС) | 14   | 3               | 5.5    | 41        |
| 2019                                                              |                 |        |                              |       |      |      |              |               |                   |      |              |      |                 |        |           |
| Faktor plus                                                       | 17 - 26 Дец     | 1,250  | 53.8                         | 9.8   | 4.5  | -    | (унутар СЗС) | (унутар СЗС)  | 2.2               | 1.2  | (унутар СЗС) | 14.4 | 2.8             | 11.3   | 39.4      |
| Faktor plus                                                       | 03 - 06 Дец     | 1,050  | 53.5                         | 9     | 4    | -    | (унутар СЗС) | (унутар СЗС)  | 2.1               | 3.4  | (унутар СЗС) | 13.9 | 2.9             | 11.2   | 39.7      |
| почели грађански и опозициони протести                            |                 |        |                              |       |      |      |              |               |                   |      |              |      |                 |        |           |
| NSPM                                                              | 15 - 23 Нов     | 1,000  | 48.4                         | 11.8  | 2.6  | 0.5  | (унутар СЗС) | (унутар СЗС)  | -                 | 1    | (унутар СЗС) | 17.3 | 2.8             | 15.6   | 31.1      |
| Faktor plus                                                       | 09 Нов          | 1,200  | 53.6                         | 9.5   | 4.7  | -    | (унутар СЗС) | (унутар СЗС)  | 2                 | 3.5  | (унутар СЗС) | 13.1 | 2.7             | 13.6   | 40.5      |
| Faktor plus                                                       | 05 - 11 Окт     | 1,200  | 54                           | 9     | 3.8  | -    | (унутар СЗС) | (унутар СЗС)  | 1.9               | 3.8  | (унутар СЗС) | 11.7 | 2.5             | 13.3   | 42.3      |
| CeSid Архивирано на веб-сајту (25. новембар 2018)                 | 05 - 20 Сеп     | 1,510  | 53.3                         | 8.8   | 4.2  | 1.8  | (унутар СЗС) | (унутар СЗС)  | -                 | 4.2  | (унутар СЗС) | 15.3 | 4.9             | 7.5    | 38        |
| Faktor plus                                                       | 31 Авг - 07 Сеп | 1,200  | 54.7                         | 9.4   | 4.2  | -    | (унутар СЗС) | (унутар СЗС)  | 1.7               | 3.5  | (унутар СЗС) | 9.7  | 1.8             | 15     | 45        |
| Faktor plus                                                       | 03 - 08 Авг     | 1,100  | 54.8                         | 9.4   | 4.3  | -    | (унутар СЗС) | (унутар СЗС)  | 1.8               | 3.6  | (унутар СЗС) | 9.6  | -               | 16.5   | 45.2      |
| формиран СЗС и СПАС                                               |                 |        |                              |       |      |      |              |               |                   |      |              |      |                 |        |           |
| NSPM                                                              | 12 - 19 Јул     | 1,000  | 50                           | 9.3   | 3    | -    | 2.2          | 2.3           | -                 | 1.6  | 2.9          | 6.3  | -               | 22.4   | 40.7      |
| Faktor plus                                                       | 01 - 06 Јул     | 1,200  | 54.8                         | 8.8   | 4.3  | -    | 3.2          | 2.8           | 1.3               | 2.4  | 3.2          | 5.2  | -               | 14     | 46        |
| Faktor plus Архивирано на веб-сајту (22. јун 2020)                | 01 - 07 Јун     | 1,200  | 55.3                         | 9.4   | 2.7  | -    | 3.6          | 3             | 1.3               | 1.6  | 3.5          | -    | -               | 19.6   | 45.9      |
| Faktor plus                                                       | 02 06 Мај       | 1,040  | 56.9                         | 9.6   | 2.8  | -    | 3.5          | 3             | 1.3               | 1.8  | 3.6          | -    | -               | 17.5   | 47.3      |
| Faktor plus                                                       | 06 Апр          | 1,100  | 56.7                         | 9.5   | 2.6  | 1    | 3.8          | 2.8           | 1.3               | 2    | 3.4          | -    | -               | 16.9   | 47.2      |
| Faktor plus                                                       | 08 Март         | -      | 54                           | 9.8   | 2.9  | 1.7  | 3.5          | 2.8           | 1.2               | 3.9  | 3            | -    | -               | 17.2   | 44.2      |
| Faktor plus                                                       | 23 - 29 Јан     | 1,200  | 53.1                         | 10    | 4.2  | 2.8  | 6.9          | 3             | -                 | 4.8  | 3.9          | -    | -               | 11.3   | 43.1      |
| NSPM                                                              | 24 Дец - 02 Јан | 1,200  | 45.6                         | 8.9   | 4.5  | 4.7  | 9            | 5             | -                 | 11.1 | 3.1          | -    | -               | 8.1    | 34.5      |
| 2018                                                              |                 |        |                              |       |      |      |              |               |                   |      |              |      |                 |        |           |
| Faktor plus                                                       | 15 - 25 Дец     | 1,200  | 53                           | 10    | 5.2  | 3.1  | 7            | 3             | -                 | 5.7  | 3.8          | -    | -               | 9.2    | 43        |
| Faktor plus                                                       | 28 Нов - 05 Дец | 1,200  | 53                           | 9.5   | 4    | 2.8  | 6.9          | 3             | -                 | 5.6  | 3.8          | -    | -               | 11.4   | 43.5      |
| NSPM                                                              | 01 - 10 Нов     | 1,200  | 44.2                         | 8.8   | 5.5  | 2.9  | 5.6          | 5.2           | -                 | 16.2 | 3.5          | -    | -               | 8.1    | 28        |
| Faktor plus                                                       | 09 Нов          | -      | 52.9                         | 9.1   | 4.2  | 2.6  | 6.7          | 3.2           | -                 | 7.2  | 3.3          | -    | -               | 10.8   | 43.8      |
| формирана НАРОДНА(НАРОДНА)                                        |                 |        |                              |       |      |      |              |               |                   |      |              |      |                 |        |           |
| Ipsos                                                             | 23 Окт          | -      | 55                           | 8     | 6    | 3    | 4            | 5             | -                 | 8    | -            | -    | -               | 11     | 47        |
| Faktor plus                                                       | 04 - 08 Окт     | 1,250  | 52.8                         | 9.2   | 4.1  | 2.3  | 6.9          | 3             | -                 | 7.8  | -            | -    | -               | 13.9   | 43.6      |
| NSPM                                                              | 20 - 27 Авг     | 1,000  | 46.4                         | 9.8   | 5.3  | 2.5  | 4.5          | 4.4           | -                 | 10.3 | 3.1          | -    | -               | 13.7   | 36.1      |
| Faktor plus                                                       | 05 - 10 Авг     | 1,200  | 52.1                         | 9.7   | 4    | 2.9  | 7.9          | 2.8           | -                 | 7    | -            | -    | -               | 13.6   | 42.4      |
| Ninamedia                                                         | 17 - 28 Јул     | 1,061  | 52.1                         | 8     | 5.1  | 3.1  | 4.1          | 5             | -                 | 7.2  | -            | -    | -               | 15.4   | 44.1      |
| Ipsos Архивирано на веб-сајту (16. новембар 2018)                 | 31 Јул          | -      | 54                           | 8     | 5    | 4    | 5            | 5             | -                 | 11   | -            | -    | -               | 8      | 43        |
| Faktor plus Архивирано на веб-сајту (9. септембар 2017)           | 30 Јун - 06 Јул | 1,200  | 52.2                         | 9.8   | 4    | 2.8  | 8            | 2.9           | -                 | 7.9  | -            | -    | -               | 12.4   | 42.4      |
| Faktor plus                                                       | 26 - 31 Мај     | 1,100  | 52                           | 9.1   | 5.1  | 3.7  | 7.4          | 2.7           | -                 | 8.5  | -            | -    | -               | 11.5   | 42.9      |
| NSPM                                                              | 10 - 17 Мај     | 1,000  | 47.7                         | 10.1  | 5.2  | 2.5  | 6.4          | 3.9           | -                 | 10.5 | 4.9          | -    | -               | 8.8    | 37.2      |
| Ipsos                                                             | 19 - 24 Апр     | -      | 55                           | 8     | 5    | 2    | 5            | 4             | -                 | 11   | -            | -    | -               | 10     | 44        |
| 2017 председнички избори (Александар Вучић победио), формиран ПСГ |                 |        |                              |       |      |      |              |               |                   |      |              |      |                 |        |           |
| Faktor plus                                                       | 04 - 07 Март    | 1,200  | 50.6                         | 10.6  | 8    | 6.5  | 7.5          | 4             | -                 | -    | -            | -    | -               | 12.8   | 40        |
| Faktor plus Архивирано на веб-сајту (25. јун 2020)                | 24 - 31 Јан     | 1,200  | 51.2                         | 10.5  | 8.7  | 7    | 6.8          | 3.8           | -                 | -    | -            | -    | -               | 12     | 40.7      |
| 2017                                                              |                 |        |                              |       |      |      |              |               |                   |      |              |      |                 |        |           |
| NSPM                                                              | 23 - 30 Дец     | 1,350  | 51.1                         | 10.8  | 7.9  | 7.1  | 4.9          | 4.3           | 1.2               | -    | -            | -    | -               | 12.7   | 40.3      |
| Faktor plus                                                       | 16 - 26 Нов     | 1,200  | 51.4                         | 10    | 8.8  | 7    | 6.5          | -             | -                 | -    | -            | -    | -               | 16.3   | 41.4      |
| Faktor plus                                                       | 09 - 16 Нов     | 1,100  | 51.5                         | 10.4  | 8.8  | 7.1  | 5.5          | 3.3           | -                 | -    | -            | -    | -               | 13.4   | 41.1      |
| Faktor plus                                                       | 06 - 11 Окт     | 1,200  | 51.4                         | 10.6  | 8.9  | 7    | 5            | 3.2           | 2.1               | -    | -            | -    | -               | 11.8   | 40.8      |
| Faktor plus                                                       | 01 - 08 Сеп     | 1,200  | 51                           | 10.1  | 8    | 6.3  | 4.8          | 3.1           | 2                 | -    | -            | -    | -               | 14.7   | 40.9      |
| Faktor plus                                                       | 01 - 08 Авг     | 1,100  | 51.9                         | 10.3  | 7.1  | 7    | 5            | 3             | 2.3               | -    | -            | -    | -               | 13.4   | 41.6      |
| NSPM                                                              | 11 - 22 Јул     | 1,100  | 47.5                         | 10    | 7.1  | 6    | 6.7          | 4.1           | 2.8               | -    | -            | -    | -               | 15.8   | 37.5      |
| Faktor plus                                                       | 24 - 30 Јун     | 1,200  | 51.8                         | 10.1  | 7.7  | 7.4  | 5            | ( са ДСС) 5.3 | (са Дверима) 5.3  | -    | -            | -    | -               | 12.7   | 41.7      |
| Faktor plus Архивирано на веб-сајту (13. јануар 2019)             | 30 Мај          | 1,200  | 50.1                         | 10.8  | 8    | 7.5  | 5.5          | (са ДСС) 5.6  | (са Дверима) 5.6  | -    | -            | -    | -               | 12.5   | 39.3      |
|                                                                   |                 |        |                              |       |      |      |              |               |                   |      |              |      |                 |        |           |
| Избори 2016                                                       | 24. април 2016. | N/A    | 48.25                        | 10.95 | 8.10 | 6.02 | 6.02         | (са ДСС) 5.04 | (са Дверима) 5.04 | -    | -            | -    | -               | 9.24   | 37.3      |
|                                                                   |                 |        |                              |       |      |      |              |               |                   |      |              |      |                 |        |           |

## Резултати
|                               |                                  |           |        |         |      |
| Партија                       | Партија                          | Гласови   | %      | Мандати | +/–  |
|                               | За нашу децу                     | 1.953.998 | 63,02  | 188     | +57  |
|                               | СПС–ЈС–КП–ЗС                     | 334.333   | 10,78  | 32      | +3   |
|                               | Српски патриотски савез          | 123.393   | 3,98   | 11      | нова |
|                               | За Краљевину Србију              | 85.888    | 2,77   | 0       | −1   |
|                               | Доста је било                    | 73.953    | 2,39   | 0       | −16  |
|                               | Метла 2020                       | 72.085    | 2,32   | 0       | −6   |
|                               | Савез војвођанских Мађара        | 71.893    | 2,32   | 9       | +3   |
|                               | Српска радикална странка         | 65.954    | 2,13   | 0       | −22  |
|                               | Покрет слободних грађана         | 50.765    | 1,64   | 0       | нова |
|                               | Заветници                        | 45.950    | 1,48   | 0       | 0    |
|                               | Здраво да победи                 | 33.435    | 1,08   | 0       | нова |
|                               | СПП–ДПМ                          | 32.170    | 1,04   | 4       | +2   |
|                               | Уједињена демократска Србија     | 30.591    | 0,99   | 0       | −11  |
|                               | Албанска Демократска алтернатива | 26.437    | 0,85   | 3       | +2   |
|                               | СДА Санџака                      | 24.676    | 0,80   | 3       | +1   |
|                               | Левијатан–Живим за Србију        | 22.691    | 0,73   | 0       | нова |
|                               | 1 од 5 милиона                   | 20.265    | 0,65   | 0       | нова |
|                               | Коалиција за мир                 | 10.158    | 0,33   | 0       | −4   |
|                               | Народни блок                     | 7.873     | 0,25   | 0       | −5   |
|                               | Нек маске падну                  | 7.805     | 0,25   | 0       | −2   |
|                               | Руска странка                    | 6.295     | 0,20   | 0       | 0    |
| Укупно                        | Укупно                           | 3.100.608 | 100,00 | 250     | 0    |
|                               |                                  |           |        |         |      |
| Важећи гласови                | Важећи гласови                   | 3.100.608 | 96,33  |         |      |
| Неважећи/празни гласови       | Неважећи/празни гласови          | 118.155   | 3,67   |         |      |
| Укупно гласова                | Укупно гласова                   | 3.218.763 | 100,00 |         |      |
| Регистровани бирачи/излазност | Регистровани бирачи/излазност    | 6.584.376 | 48,88  |         |      |
| Извор: РИК                    |                                  |           |        |         |      |

## Реакције
ЦРТА, организација која је посматрала изборни процес је закључила да су избори “испунили минималне демократске стандарде, али њихово одржавање угрожава демократију јер ће сваки нови изборни циклус бити лошији”. Они су забележили двоструко више неправилности и инцидената у поређењу са претходним изборима, тврдећи да су нерегуларности могле да утичу на резултате и да би укупна излазност без њих била око 45%. ЦеСИД је у извештају навео да су избори уважили основна људска права, али да је политичка компетиција била ограничена због бојкота опозиције и губљења дистинкције између  активности јавних функционера и функционера
владајуће политичке странке. Период ванредног стања због пандемије вируса корона је био строго критикован и назван “кампањом пре кампање”. Забележене су нерегуларности, укључујући и оне озбиљне као што су вођење паралелних бирачких спискова, вршење утицаја на бираче да гласају на свим нивоима избора, присуство
неовлашћених лица на бирачким местима, сукоби на и у близини бирачких места.
Према извештају ОЕБС-а, они су закључили да су избори спроведени ефективно, упркос изазовима услед пандемије, али да је забрињавајућа доминација владајуће странке, укључујући и у медијима. Они су навели да бројне препоруке од стране њихове Канцеларије за демократске институције и људска права нису усвојене, рачунајући оне везане за изборни администрацију, медија финансирање кампање и санкционисање кршења изборних услова. Ипак, неке препоруке су испуњене, али су кључни амандмани су усвојени на брз начин и без претходних консултација, тиме ограничавајући инклузивност процеса. Такође, ОЕБС је забележио недостатак разноликости политичких погледа у традиционалним медијима, нападе и притисак на критичне новинаре и редакције, као и могуће мешање страначке кампање и медијског покривања одговора на кризу изазвану пандемијом корона вируса.
Политички научник Флоријан Бибер је изјавио да је Српска напредна странка превазишла Јединствену Русију и постала “највећа владајућа већина у Европи након Белорусије”, као и да Европска унија не би смела да се претвара да се “фарса од избора” није догодила у Србији. Председник Европске народне странке, Доналд Туск, као и Себастијан Курц, Канцелар Аустрије, и Виктор Орбан, Председник Владе Мађарске, јавно су честитали Александру Вучићу на победи. Потпредседница Напредног савеза социјалиста и демократа Кати Пири је изјавила да избори нису били репрезентативни и да је забринута што “што неће променити ерозију владавине права у земљи”, додавши да сматра да то не би смело да буде дозвољено земљи кандидату за чланство у Европској унији. Тања Фајон, шефица делегације Европског парламента за односе за Србијом, је навела да је “ниво демократије значајно опао, а посебно стање медијских слобода”, изјавивши и да одсуство парламентарне опозиције доводи у питање легитимитет Народне скупштине. У заједничком извештају, представници Напредног савеза социјалиста и демократа, Обнове Европе и Зелених — Европског слободног савеза, подржали су захтев српске опозиције институцијама Европске уније да формира експертску групу која ће направити извештај о “заробљеној држави и медијима”, као први корак ка решавању политичке кризе.